# David Polfliet
David Polfliet (Waasmunster, 15 maart 1975) is een Belgisch handbalcoach en voormalig handbaldoelman.

## Levensloop
Gedurende zijn spelerscarrière kwam hij uit voor clubs uit Nederland, België en Duitsland.
In 2019 verruilde Polfliet Sporting NeLo uit voor Eupen. Een jaar later stopte Polfliet met zijn actieve handbalcarrière, hij werd toen coach van Eupen, waar hij een seizoen eerder al speler/assistent coach was.
In 1995 en 2012 werd hij uitgeroepen tot Belgisch handballer van het jaar.